# John Keister (ur. 1988)
John Keister (ur. 1 stycznia 1988 we Freetown) – sierraleoński piłkarz występujący na pozycji napastnika. Obecnie jest zawodnikiem fińskiego PK-37, występującego w trzeciej lidze fińskiej.
Keister był członkiem reprezentacji Sierra Leone na Mistrzostwach Świata U-17 rozegranych w 2003 roku w Finlandii.